# سوئتونیوس
سوئِتونیوس (به لاتین: Suetonius) تاریخ‌نگار دوران امپراتوری روم (تولد ۶۹ - مرگ ۱۲۲ میلادی) بود. مهم‌ترین آثار به جا مانده از او مجموعه زندگی‌نامه‌های ۱۲ امپراتور از ژولیوس سزار تا دومیتیان به نام در باب زندگی قیصرهامی‌باشد.